# Stephan Gräf
Stephan Gräf  (* 1982) ist ein deutscher Rechtswissenschaftler und Hochschullehrer. Er ist seit dem Wintersemester 2024/25 Inhaber des Lehrstuhls für Bürgerliches Recht und Arbeitsrecht an der Universität Würzburg.

## Leben
Gräf studierte von 2003 bis 2009 Rechtswissenschaft an der Julius-Maximilians-Universität Würzburg und am University College Dublin. Nach seinem Referendariat am OLG Bamberg arbeitete er als wissenschaftlicher Mitarbeiter am Lehrstuhl von Christoph Weber an der Universität Würzburg. 2018 wurde er mit dem Thema Drittbeziehungen und Drittschutz in den Europäischen Güterrechtsverordnungen promoviert. Danach arbeitete er als Staatsanwalt in Würzburg, bis er 2020 Juniorprofessor (Tenure Track) für Bürgerliches Recht und Arbeitsrecht an der Universität Konstanz wurde.
Gräf erhielt 2023 den Lehrpreis der Universität Konstanz von Studierenden (LUKS).
2023 erhielt er an der Universität Würzburg mit der Habilitationsschrift: „Tendenzschutz im Individualarbeitsrecht“ die Venia Legendi. Nach vorzeitigem Abschluss der Juniorprofessur wurde er zum April 2024 zum Nachfolger von Winfried Boecken ernannt am Lehrstuhl für Bürgerliches Recht, Arbeitsrecht und Sozialrecht an der Universität Konstanz. Zum Oktober 2024 nahm er einen Ruf an seine akademische Heimatuniversität Würzburg für den Lehrstuhl für Bürgerliches Recht und Arbeitsrecht an.

## Forschung
Gräf forscht schwerpunktmäßig zum Arbeitsrecht, Schuldrecht und Sozialversicherungsrecht.

## Publikationen (Auswahl)
- Arbeitsrecht als Richterrecht? : Dokumentation der 11. Assistentinnen- und Assistententagung im Arbeitsrecht vom 28.–30. Juli 2022, Nomos-Verlag (als Herausgeber)
- Funktionalität und Effektuierung des Antidiskriminierungsrechts, Nomos-Verlag 2022 (als Herausgeber)
- Staub, Großkommentar zum Handelsgesetzbuch, De Gruyter 2023, Band 1/2